# Чарлз Хоскинсън
Чарлз Хоскинсън е американски софтуерен разработчик, бизнесмен, предприемач и техник, който е основател на Cardano и съосновател на Ethereum, които и двете са блокчейн платформи.

## Ранни години и образование
Чарлз е роден на 5 ноември 1987 г. в Хаваи.
Хоскинсън посещава Метрополитън държавен университет в Денвър и Университета на Колорадо Боулдър, за да изучава теория на аналитични числа, но напуска, преди да завърши докторската си степен.

## Кариера
През 2013 г. Хоскинсън напусна консултантската работа, за да започне проект, наречен Bitcoin Education Project. Според Хоскинсън, ограниченото предлагане прави биткойн като цифрова форма на злато.
Хоскинсън се присъедини към екипа на основателите на Ethereum като един от осемте първоначални основатели с Виталик Бутерин в края на 2013 г. Бутерин премахна Хоскинсън от Ethereum през 2014 г. след спор дали проектът трябва да бъде комерсиален (според Хоскинсън) или с нестопанска цел (според Бутерин).
Бившият колега от Ethereum Джеръми Ууд се обърна към Хоскинсън, за да създаде нов проект, наречен IOHK (Input Output Hong Kong), инженерна и изследователска компания, която изгражда криптовалути и блокчейн. Ключовият проект на IOHK е Cardano, публична блокчейн и платформа за смарт договори, която е домакин на криптовалутата ADA.
През 2020 г. Хоскинсън говори на Световния икономически форум в Давос, застъпвайки се за потенциала на блокчейн да засили социалната промяна. На събитието Хоскинсън оприличи биткойн на ранна парна машина, където: „Има около половин дузина криптовалути от трето поколение, които правят това, което прави биткойн и много повече, но не консумират (същото количество) енергия. Този напредък ще позволи блокчейн да се разпространи извън финансите и да създаде реална социална промяна."